# Polen op het Eurovisiesongfestival 1994
Polen nam deel aan het Eurovisiesongfestival 1994 in Dublin, Ierland. Het was de 1ste deelname van het land op het Eurovisiesongfestival. De selectie verliep via een interne selectie. TVP was verantwoordelijk voor de Poolse bijdrage voor de editie van 1994.

## Selectieprocedure
Om de eerste kandidaat te kiezen voor Polen op het festival koos men ervoor om deze intern aan te duiden.
De keuze viel uiteindelijk op de zangeres Edyta Górniak met het lied To nie ja.

## In Dublin
Op het festival zelf in Ierland moest Polen aantreden als 24ste, net na Rusland en voor Frankrijk.
Echter de meeste commotie ontstond tijdens de dress rehearsal, toen de zangeres de helft van het lied in het Engels zong.
In die tijd was het nog verboden om in een andere taal dan de eigen landstaal te zingen.
Er kwam protest van een aantal landen (6), maar omdat er geen meerderheid was, mocht Polen gewoon deelnemen.
Dat deze commotie hen geen windeieren legde, bleek uit de uitslag. Polen behaalde een schitterende 2de plaats met 166 punten. Dit resultaat zouden ze tot op heden niet meer kunnen evenaren of verbeteren.
In totaal ontving men 5 keer het maximum van de punten.
België nam niet deel in 1994 en Nederland had 8 punten over voor de Poolse inzending.

### Gekregen punten

#### Finale
| 12 punten                                                           | 10 punten                 | 8 punten                                                            | 7 punten                        | 6 punten                        |
| ------------------------------------------------------------------- | ------------------------- | ------------------------------------------------------------------- | ------------------------------- | ------------------------------- |
| - Estland - Frankrijk - Litouwen - Oostenrijk - Verenigd Koninkrijk | - Duitsland - Zwitserland | - Bosnië en Herzegovina - Finland - Hongarije - Kroatië - Nederland | - Ierland - Portugal - Roemenië | - IJsland - Noorwegen - Rusland |
| 5 punten                                                            | 4 punten                  | 3 punten                                                            | 2 punten                        | 1 punt                          |
|                                                                     | - Slowakije               |                                                                     | - Malta                         | - Cyprus                        |

### Punten gegeven door Polen

#### Finale
Punten gegeven in de finale:
| 12 punten | Hongarije           |
| 10 punten | Rusland             |
| 8 punten  | Ierland             |
| 7 punten  | Duitsland           |
| 6 punten  | Frankrijk           |
| 5 punten  | Cyprus              |
| 4 punten  | IJsland             |
| 3 punten  | Verenigd Koninkrijk |
| 2 punten  | Griekenland         |
| 1 punt    | Portugal            |

1994 · 1995 · 1996 · 1997 · 1998 · 1999 · 2000 · 2001 · 2002 · 2003 · 2004 · 2005 · 2006 · 2007 · 2008 · 2009 · 2010 · 2011 · 2012-2013 · 2014 · 2015 · 2016 · 2017 · 2018 · 2019 · 2020 · 2021 · 2022 · 2023 · 2024 · 2025